# 澤田拓海
澤田 拓海（さわだ たくみ）は、NHKのアナウンサー。

## 人物
アメリカ合衆国イリノイ州シカゴで出生、埼玉県さいたま市で育つ。慶應義塾大学経済学部卒業後、2016年4月NHK入局｡2019年春、長野放送局から松江放送局に赴任。2023年春、名古屋放送局に異動した。

## 嗜好･挿話
- 山陰地方や能登半島からリポートした事がある。
- 趣味は語学の勉強とカフェ巡り。フランス語検定2級など、複数の語学の検定資格を有していて、ニュースの終わりに10か国語で挨拶したこともある。好物はアボカド。ディズニー好きでも知られる[2]。
- リチャードというミドルネームを持っているが、両親は日本人[3]。
- 特技は地下鉄東山線の車内アナウンス。英語部分も含めてできるとのこと[4]。
- 2024年より本格的にゴルフを開始。得意クラブは9番アイアン。レッスンにも通い、日々腕を磨いている。
- 通訳案内士の資格も取得。

## 現在の担当番組
- ウィークエンド中部 （キャスター：2025年4月5日 - ）[5]
- 東海3県・東海北陸のニュース
- 愛知県の中継・リポート

## 過去の担当番組
長野放送局時代（2016年度 - 2018年度）
- どーも、NHK（2016年6月12日、新人お披露目）
- 長野県のニュース
- イブニング信州（リポーター・不定期）

松江放送局時代（2019年度 - 2022年度）
- しまねっとNEWS610（キャスター・2019年4月1日 - 2021年3月26日）
- ラジオ深夜便「戦争・平和インタビュー　”功績係”が見つめた戦争」（聞き手・2021年8月13日）
- ラジオおはよう中国（広島放送局応援・2021年10月7日）
  - 広島県・中国地方のニュース（広島放送局応援・2021年10月7日）
- ゆく年くる年（2022年1月1日）
- インタビューここから「女流棋士　里見香奈」（聞き手・2022年2月11日）
- 島根県のニュース・気象情報等

名古屋放送局時代（2023年度 - ）
- おはよう東海（キャスター・2023年4月 - 2025年3月）（交代で担当[6][7]）
- まるっと!（山田大樹 の代理キャスター、2025年8月4日-8日）
- 令和6年能登半島地震の緊急報道対応による金沢放送局応援派遣
  - 能登半島地震石川県のニュース・ライフライン情報（18時台、2024年1月28日）
  - かがのとイブニング（2024年1月29日） - 七尾市から中継リポート
  - かがのとイブニング（2024年1月30日） - 羽咋市から中継リポート
  - 能登半島地震石川県のニュース・ライフライン情報（10時台、2024年1月31日） - ニュースリーダー（ライフライン情報のみ）
  - 能登半島地震石川県のニュース・ライフライン情報（2024年2月1日 - 2日）[注釈 1]

## 同期のNHKアナウンサー
- 浅野里香
- 江原啓一郎
- 押尾駿吾
- 小野文明
- 川﨑理加
- 佐々木芳史
- 佐藤あゆみ（退職→フリーアナウンサー）
- 高栁秀平（退職→博報堂DYメディアパートナーズグループ）
- 竹野大輝
- 中川安奈（退職→ホリプロ）
- 中村慎吾
- 法性亮太
- ホルコムジャック和馬